# Blum (Texas)
Pour les articles homonymes, voir Blum.
Blum est une ville située au nord-ouest du comté de Hill au Texas, aux États-Unis,. La ville est fondée en 1881.

## Démographie
Lors du recensement de 2010, la ville comptait une population de 444 habitants. Elle est estimée, en 2016, à 443 habitants.

### Source de la traduction
- (en) Cet article est partiellement ou en totalité issu de l’article de Wikipédia en anglais intitulé « Blum, Texas » (voir la liste des auteurs).